# 1994 en science-fiction
| Années de la science-fiction : 1991 - 1992 - 1993 - 1994 - 1995 - 1996 - 1997    |
| Décennies de la science-fiction : 1960 - 1970 - 1980 - 1990 - 2000 - 2010 - 2020 |

L'année 1994 a été marquée, en matière de science-fiction, par les événements suivants.

## Naissances et décès

### Décès
- 3 janvier : Frank Belknap Long, écrivain américain, mort à 92 ans.
- 24 janvier : Raymond F. Jones, écrivain américain, mort à 78 ans.
- 31 janvier : Pierre Boulle, écrivain français, mort à 81 ans.
- 6 février : Jack Kirby, scénariste et dessinateur américain, mort à 76 ans.

## Prix

### Prix Hugo
- Roman : Mars la verte (Green Mars) par Kim Stanley Robinson
- Roman court : Down in the Bottomlands par Harry Turtledove
- Nouvelle longue : Georgia on My Mind (Georgia on My Mind) par Charles Sheffield
- Nouvelle courte : Morts sur le Nil (Death on the Nile) par Connie Willis
- Livre non-fictif : The Encyclopedia of Science Fiction par John Clute et Peter Nicholls
- Film ou série : Jurassic Park, réalisé par Steven Spielberg
- Éditeur professionnel : Kristine Kathryn Rusch
- Artiste professionnel : Bob Eggleton
- Œuvre d'art originale : Space Fantasy Commemorative Stamp Booklet par Stephen Hickman
- Magazine semi-professionnel : Science Fiction Chronicle (Andrew Porter, éd.)
- Magazine amateur : Mimosa (Dick Lynch et Nicki Lynch, éds.)
- Écrivain amateur : Dave Langford
- Artiste amateur : Brad W. Foster
- Prix Campbell : Amy Thomson

### Prix Nebula
- Roman : L'Envol de Mars (Moving Mars) par Greg Bear
- Roman court : Sept vues de la gorge d'Olduvaï (Seven Views of Olduvai Gorge) par Mike Resnick
- Nouvelle longue : L'Enfant de Mars (The Martian Child) par David Gerrold
- Nouvelle courte : Plaidoyer pour les contrats sociaux (A Defense of the Social Contracts) par Martha Soukup
- Auteur émérite : Emil Petaja

### Prix Locus
- Roman de science-fiction : Mars la verte (Green Mars) par Kim Stanley Robinson
- Roman de fantasy : The Innkeeper's Song par Peter S. Beagle
- Roman d'horreur : L’Aube écarlate (The Golden) par Lucius Shepard
- Premier roman : Cold Allies par Patricia Anthony
- Roman court : Un méphisto en onyx (Mefisto in Onyx) par Harlan Ellison
- Nouvelle longue : Mourir à Bangkok (Death in Bangkok) par Dan Simmons
- Nouvelle courte : Close Encounter par Connie Willis
- Recueil de nouvelles : Aux confins de l'étrange (Impossible Things) par Connie Willis
- Anthologie : The Year's Best Science Fiction: Tenth Annual Collection par Gardner Dozois, éd.
- Livre non-fictif : The Encyclopedia of Science Fiction par John Clute et Peter Nicholls, éds.
- Livre d'art : The Art of Michael Whelan: Scenes/Visions par Michael Whelan
- Éditeur : Gardner Dozois
- Magazine : Asimov's Science Fiction
- Maison d'édition : Tor Books/ St. Martin's
- Artiste : Michael Whelan

### Prix British Science Fiction
- Roman : Efroyabl Ange1 (Feersum Endjinn) par Iain M. Banks
- Fiction courte : The Double Felix par Paul Di Filippo

### Prix Arthur-C.-Clarke
- Lauréat : Vurt (Vurt) par Jeff Noon

### Prix E. E. Smith Memorial
- Lauréat : Esther Friesner

### Prix Theodore-Sturgeon
- Lauréat : Magie des renards (Fox Magic) par Kij Johnson

### Prix Lambda Literary
- Fiction spéculative : The Fifth Sacred Thing par Starhawk

### Prix Seiun
- Roman japonais : Owari naki sakuteki par Kōshu Tani

### Grand prix de l'Imaginaire
- Roman francophone : Les Guerriers du silence par Pierre Bordage
- Nouvelle francophone : Rien que des sorcières par Katherine Quenot

### Prix Kurd-Laßwitz
- Roman germanophone : Stimmen der Nacht par Thomas Ziegler

## Sorties audiovisuelles

### Films
- Absolom 2022 par Martin Campbell.
- American Cyborg: Steel Warrior par Boaz Davidson.
- Frankenstein par Kenneth Branagh.
- Johnny Mnemonic par Robert Longo.
- Stargate, la porte des étoiles par Roland Emmerich.
- Star Trek : Générations par David Carson.
- Timecop par Peter Hyams.

### Téléfilms
- Le Crépuscule des aigles par Christopher Menaul.

### Séries
- Star Trek: Deep Space Nine, saison 3.
- X-Files : Aux frontières du réel, saison 2.